# Barry Ward
Barry Ward (1952) is een Amerikaans componist, muziekpedagoog, musicoloog en dirigent.

## Levensloop
Ward deed zijn studies aan de Universiteit van Southern Mississippi in Hattiesburg en behaalde daar zijn Bachelor of Music Education. Zijn Master of Music behaalde hij aan dezelfde universiteit. Zijn studies voltooide hij met het behalen van de Master of Arts in musicologie aan de Catholic University of America in Washington D.C..
Ward werd dan vanaf 1980 docent voor instrumentale muziek aan de Rooms Katholieke diocese van Arlington, Virginia Office of Catholic Schools (OCS). Zijn scholen waren onder andere St. Leo the Great School in Fairfax City, Virginia, St Francis of Assisi School in Triangle, Virginia, St. Thomas More Cathedral School in Arlington, Virginia en St. Bernadette School in Springfield, Virginia. De harmonieorkesten van deze scholen hebben concerten gegeven op meer dan 70 muziek evenementen in King's Dominion, Busch Gardens, Great Adventure (New Jersey), Hersheypark en Dorney Park (Pennsylvania) met een speciaal "Music in the Parks" programma. In een periode van meer dan 20 jaar zijn de harmonieorkesten van deze scholen op concoursen met buitengewone resultaten geëindigd. 
Verder is hij dirigent van de Bishop Ireton High School Concert Band in Alexandria, Virginia.
Hij is sinds 15 jaren ook lid van het symfonieorkest van Arlington, die onder andere optredens in New York en in het Kennedy Center in Washington D.C. verzorgden. Eveneens is hij docent op het Mid-Atlantic Summer Band Camp en was gastdirigent van de All-District Band en hun concerten. Hij is lid van de Music Educators National Conference. Voor zijn eigen werken heeft hij in 1997 een eigen muziekuitgave B.W. Publishing opgericht.

## Composities

### Werken voor harmonieorkest
- 2004 A Visit to the Zoo
- 2004 Dinosaurs
  1. Ultrasaurus «Lizard beyond others»
  2. Pentaceratops «Five-horn face»
- 2004 Highlands March
- 2004 In a Garden with Koi
- 2004 Mt. Fuji
- 2004 Skyline March
- 2005 Colonial Days
- 2006 Salute!
- 2007 Celebrate!
- A Russian Overture
- Sweet Candy
- "'Tis the Season"